# Frank De Winne
Frank De Winne (Ledeberg, Gante, 25 de abril de 1961) é um ex-astronauta e militar da Bélgica e o segundo belga a ir ao espaço.
Graduou-se na escola de pilotagem da Força Aérea da Bélgica e tornou-se piloto de caças Mirage 5. A partir de 1992 operou como piloto de testes da força aérea de seu país e durante as operações da OTAN na Guerra dos Bálcãs, foi líder de esquadrão de combate. 
Com a patente de coronel da aeronáutica, De Winne tem 2400 horas de voo em diversos tipos de caças como Mirage, F-16, Tornado e Jaguar.
Em outubro de 1998 ele foi selecionado para treinamento como astronauta pela Agência Espacial Europeia e completou o curso em 2000 e no ano seguinte foi designado para o Centro de Treinamento de Astronautas Yuri Gagarin, perto de Moscou.
Em outubro de 2002 foi ao espaço a bordo da nave Soyuz TMA-1 para um missão de dez dias na Estação Espacial Internacional e retornou a bordo da Soyuz TM-34, tornando-se o segundo belga, após Dirk Frimout, em órbita. Durante a missão, De Winne levou a cabo experiências no campo da educação e de ciências físicas.
Em maio de 2009 voltou ao espaço na nave russa Soyuz TMA-15, para outra estadia a bordo da ISS, como integrante e engenheiro de voo da Expedição 20 e comandante da Expedição 21, as primeiras com seis integrantes desde a construção da estação orbital. 
De Winne tornou-se, assim, o primeiro astronauta da Agência Espacial Europeia a comandar uma expedição de longa duração da ISS. 